# Gholam Hosein Sadighi
Gholam Hosein Sadighi (persiska: غلامهوسین صدیقی), född 3 december 1905 i Teheran, Persien, död 28 april 1991 i Teheran, Iran, var en framstående iransk samhällsvetare, liberaldemokratisk politiker och aktiv medlem i Nationella Fronten. Han tjänstgjorde som post- och telegrafminister (1951-1952) och som inrikesminister (1952-1953) i premiärminister Mohammad Mossadeghs regeringar. 1978 erbjöd shahen Mohammad Reza Pahlavi honom att bli premiärminister men Sadighi ställde som krav att monarken i egenskap av statschef skulle stanna i landet och upprätthålla allmän ordning och säkerhet. I stället valdes Shapur Bakhtiar valdes till Pahlavidynastins siste premiärminister.

## Karriär

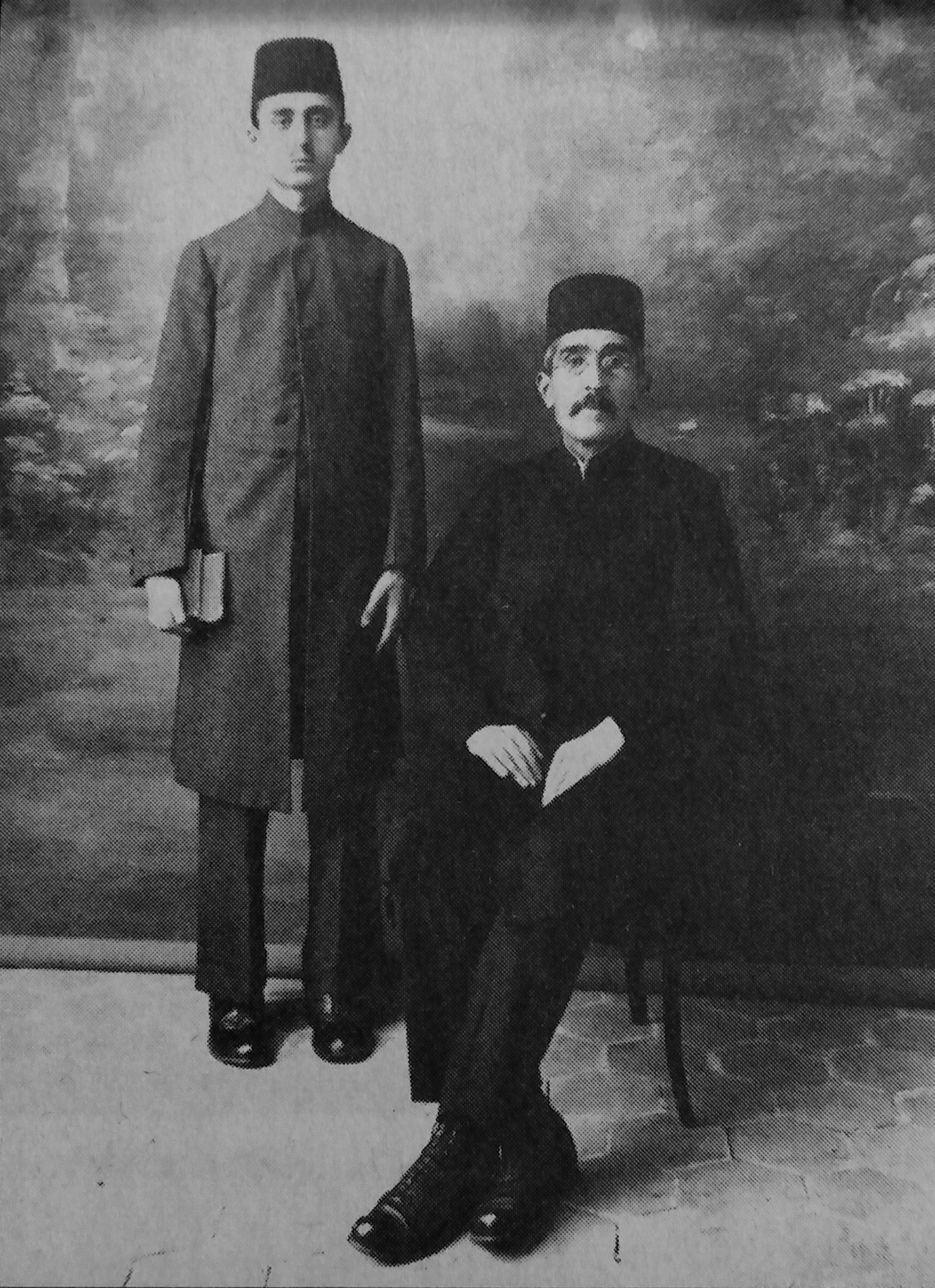
Gholam Hosein Sadighi med sin far 1925

Gholam Hosein Sadighi var son till ämbetsmannen Hosein Sadighi Etezad Daftar som härstammade från provinsen Mazandaran. Han avslutade sin gymnasieutbildning vid Alliance Françaiseskolan i Teheran och läste även vid den iranska högskolan Dar al-Fonun. 
1929 fick han ett stipendium av Irans utbildningsministerium och reste till Angoulême, Frankrike, där han tre år senare tog en kandidatexamen. Han studerade humaniora vid St. Clouduniversitet i Paris och fördjupade sig i psykologi, etik, sociologi och religionshistoria. 
Våren 1938 avlade Sadighi doktorsexamen i samhällsvetenskap vid Paris universitet på en avhandling med titeln Les mouvements religieux iraniens au IIe et au IIIe siècle de l'hégire.
När Sadighi återvände till Iran samma år fick han omedelbart anställning som docent vid Teherans universitet. Han promoverades till professor 1943 och invaldes också i universitetskansliet. De följande åren var han också medlem av flera iranska delegationer till UNESCO generalkonferenser. Hans viktigaste vetenskapliga och kulturella insats var inrättandet av Institutet för samhällsstudier och forskning vid Teherans universitet 1948, som omvandlades till Fakulteten för samhällsvetenskap 1972. Sadighi bidrog också med artiklar till Dehkhodas lexikon (Loghatnāme-ye Dehkhodā) som kan betecknas som "Irans nationalencyklopedi".
Sadighi fick emeritustitel vid Teherans universitet och gick i pension 1973 men han fortsatte att undervisa vid Fakulteten för samhällsvetenskap fram till den iranska revolutionen 1979. Han har ett högt akademiskt anseende i Iran och betraktas som "samhällsvetenskapens fader" i landet.

## Politisk verksamhet

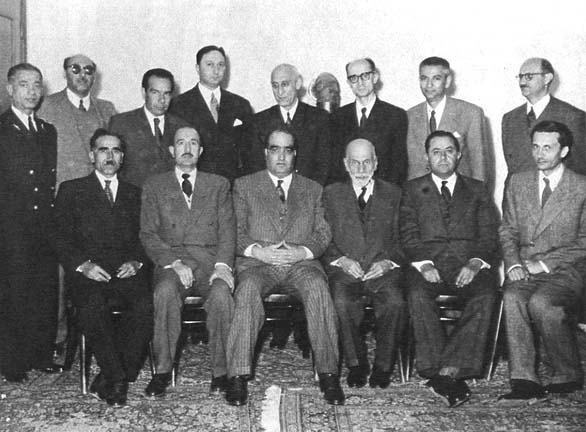
Irans kabinettsregering 1952. Gholam Hosein Sadighi stående i mitten t.h. om Mohammad Mosaddegh.

Gholam Hosein Sadighi var en av grundarna av valalliansen Nationella Fronten som bildades 1949 i syfte att genomföra en nationalisering av Irans oljeindustri. Han utnämndes 1951 till var post- och telegrafminister i Mohammad Mossadeghs första kabinettsregering, och i det andra kabinettet blev han inrikesminister och vice premiärminister. Han var organisatör av den första folkomröstningen i Irans historia där man röstade om parlamentets upplösning eller bibehållande.

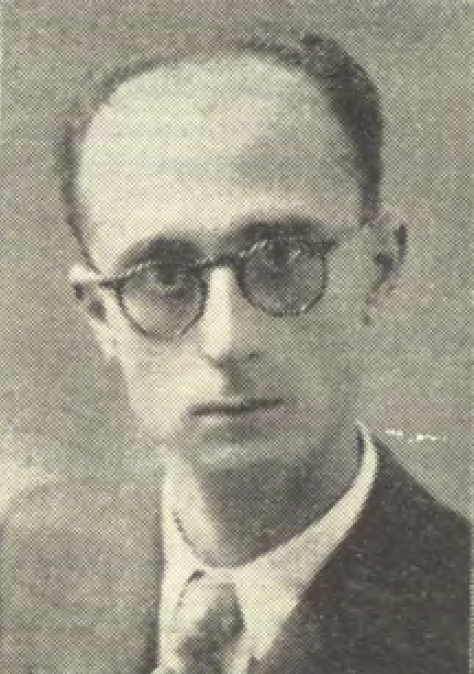
Gholam Hosein Sadighi nyanställd vid Teherans universitet, 1940.

Efter statskuppen i Iran i augusti 1953 vilken störtade Mossadeqs regering häktades Sadighi och ställdes inför rätta. Den franske islamologen Louis Massignon fick tillstånd av shahen Mohammad Reza Pahlavi att träffa Sadighi i häktet. Under rättegången förklarade Sadighi sin roll i senaste årens politiska händelser och vidhöll att han försvarade landets konstitution. Han hedrade Mossadeq i sitt försvar och uttalade där också sina berömda ord: "Man brukar säga Gud, kung, fosterland. Men även om ni anser det fel och jag kan avrättas, säger jag: Gud, land, kung."
Under 1960-talets första hälft var Sadighi en av huvudpersonerna som reformerade och omorganiserade Nationella Fronten. Han stärkte partiets demokratiska, sekulära och liberala programinnehåll. Han förespråkade fortsatt en konstitutionell monarki där shahens makt är begränsad. 
1978 utbröt massdemonstrationer i Iran organiserade av radikala islamister under ledning av Ayatolla Khomeini och av radikala vänstergrupperingar. För att tillmötesgå oppositionen ville Mohammad Reza Pahlavi samarbeta med demokratiska krafter. Han erbjöd Sadighi posten som premiärminister. Sadighi godtog erbjudandet under förutsättning att premiärministerkandidaten skulle godkännas av parlamentet och att de odemokratiska revideringar som gjorts i konstitutionen skulle tas bort, vilket shahen accepterade. Men shahen kunde inte acceptera Sadighis tredje krav, att monarken i egenskap av statschef inte skulle lämna Iran utan stanna kvar och upprätthålla allmän ordning och säkerhet i landet.
Mohammad Reza Pahlavi utsåg därför i stället Shapur Bakhtiar till premiärminister. Bakhtiar som var högt uppsatt inom Nationella Fronten uteslöts omedelbart ur partiet och fick enbart stöd av dess liberaldemokratiska falang där Sadighi ingick. Partiet leddes vid tidpunkten av den Sorbonneutbildade juridikprofessorn Karim Sanjabi och gav sitt stöd till revolutionen och införandet av en islamisk republik. Den muslimske politikern Mehdi Bazargan, som utsågs av Khomeini till premiärminister i den revolutionära övergångsregeringen erbjöd Sadighi att ingå i hans kabinett men Sadighi vägrade. 

Sadighi var till sin själ både sekulär humanist och liberaldemokrat. Han ansåg att revolutionsyran gjorde människorna blinda för den samhällets verkliga problem:
| ”                       | Låt oss inte vara så orättvisa. Låt oss inte vara så orättvisa i hur vi bedömer andra än oss själva. Det kommer en dag då ni kommer att känna skam och skämmas över att ta Irans och iraniers namn i mun utomlands. | „ |
| – Gholam Hosein Sadighi | |   |

Sadighi levde resterande åren av sitt liv i Iran och avled i 1991 i Teheran. Han är begravd på Ebn Babuyes gravplats i Shahr-e Reyy.